# Hutanamale
Hutanamale is een bestuurslaag in het regentschap Mandailing Natal van de provincie Noord-Sumatra, Indonesië. Hutanamale telt 964 inwoners (volkstelling 2010).